# Латан (река)
Латан (фр. Lathan) је река у Француској. Дуга је 57 km. Улива се у Authion. 